# Bosques de sabana namibiana
Los bosques de la sabana de Namibia, también conocidos como los bosques de la escarpa de Namib, son la ecorregión o región ecológica de los desiertos y  matorrales xerófilos de Namibia y Angola.

## Situación
Se extienden de norte a sur desde el suroeste de Angola hasta el centro de Namibia, al este del  desierto costero de Namib. Los bosques cubren el escarpe de Namib, que se eleva desde la llanura costera baja de Namib hasta la meseta de África meridional en el este. A lo largo del borde de la escarpe se encuentran las montañas Baynes (2038 m), Erongo (2319 m), Naukluft (1974 m), Spitzkoppe (1759 m) y Gamsberg (2347 m). La Macizo de Brandberg de 2579 m.a.s.m., la montaña más alta de Namibia, próxima al poblado minero de Uis, conocido gracias a sus riquezas minerales, se encuentra al oeste de la escarpa en el desierto de Namib, y está incluida en la ecorregión.

## Otras ecorregiones
Al noreste se encuentran ecorregiones de bosques más húmedos y sabanas - los  bosques de miombo angoleños en el extremo norte, y los  bosques de mopane angoleños al noreste. Al este está la árida sabana xérica del Kalahari, y al sur están los matorrales desérticos bajos del Nama Karoo.
La variación de las precipitaciones, la topografía y los suelos dentro de la ecorregión sustenta varias comunidades de plantas. En el norte y el este, predomina la  sabana de Mopane con los árboles Colophospermum mopane,  Sesamothamnus benguellensis y Sesamothamnus guerichii. La comunidad de transición del semidesierto y la sabana sustenta una variedad de especies. En el sur, predomina la sabana de arbustos enanos abiertos, con pequeños árboles dispersos entre arbustos, hierbas y pastos.
La ecorregión tiene muchas especies  endémicas, en particular en elmacizo de Brandberg y el escarpado de  Kaoko.